# Инглиш, Сара
Сара Инглиш (англ. Sarah English, 27 ноября 1955) — зимбабвийская хоккеистка (хоккей на траве), вратарь. Олимпийская чемпионка 1980 года.

## Биография
Сара Инглиш родилась 27 ноября 1955 года.
Играла в хоккей на траве за «Куинс Спортс Клаб» из Булавайо.
В 1980 году вошла в состав женской сборной Зимбабве по хоккею на траве на летних Олимпийских играх в Москве и завоевала золотую медаль. Играла на позиции вратаря, провела 5 матчей, пропустила 4 мяча (два от сборной Чехословакии, по одному — от Индии и Австрии).
До 1986 года также играла в софтбол.
Работала бухгалтером строительной фирмы в Хараре.